# Vittaria nymanii
Vittaria nymanii är en kantbräkenväxtart som beskrevs av Georg Hans Emmo Wolfgang Hieronymus. Vittaria nymanii ingår i släktet Vittaria och familjen Pteridaceae. Inga underarter finns listade.